# Phyllanthus betsileanus
Phyllanthus betsileanus är en emblikaväxtart som beskrevs av Jacques Désiré Leandri. Phyllanthus betsileanus ingår i släktet Phyllanthus och familjen emblikaväxter. Inga underarter finns listade i Catalogue of Life.